# Бишо, Жюль де
Жюль де Бишо (фр. Jules de Bisschop; 5 февраля 1879, Гент — 22 декабря 1954, Гент) — бельгийский гребец, серебряный призёр летних Олимпийских игр 1900.
Бишо на Играх участвовал только в соревнованиях восьмёрок. Его команда заняла второе место сначала в полуфинале, а потом в финале, выиграв серебряную медаль.